# Quando sarò capace d'amare (album)
Quando sarò capace d'amare è un album discografico in studio del cantautore italiano Ron, pubblicato nel 2008.

## Il disco
Il tema del disco, come suggerisce il titolo, è l'amore. La title track è una cover di Giorgio Gaber del 1994. Evviva il grande amore, con testo di Mogol e musica di Gigi Rizzi, era già stato inciso da Ron nel 1975 con Ivan Graziani alla chitarra. Il disco si avvale di importanti collaborazioni: i testi di Stella che non splende, Occhi e Se vorrai sono firmati, rispettivamente, da Kaballà, Renzo Zenobi e Neffa; in Stella che non splende compare la chitarra di Alex Britti, mentre Lucio Dalla suona il clarinetto in Se vorrai.

## Tracce
1. Nonostante tutto – 3:56
2. Ladri – 4:16
3. Se vorrai – 4:03
4. Stella che non splende – 3:44
5. Occhi – 3:54
6. Quando sarò capace d'amare – 4:27
7. Tra realtà e sogno – 4:02
8. Evviva il grande amore – 3:57
9. Sigillo del tuo cuore – 4:04
10. Il fiore del sale – 4:03

## Formazione
- Ron - voce
- Alex Britti - slide guitar, chitarra solista
- Lorenzo Poli - basso
- Lele Melotti - batteria
- Danilo Madonia - pianoforte, tastiera, programmazione
- Maurizio Parafioriti - registrato ,missato e programmato
- Alessandro Giampieri - chitarra
- Lucio Dalla - clarinetto